# Dorcus titanus
Dorcus titanus — жук из семейства рогачей.

## Описание
Самцы измеряют 32,0-111,3 мм (1,26-4,38 дюйма), включая нижние челюсти; самки-36,5-54 мм (1,44-2,13 дюйма). Он имеет удлиненное, несколько плоское тело тускло-черного цвета с черноватыми усиками и ножками. Рогообразные челюсти самца имеют маленькие зубы вдоль внутреннего края и пару больших зубов к низу, а также раздвоены на конце. Голова крупного самца достигает почти всей длины его переднеспинки и брюшка вместе взятых.

## Жизненный цикл
Взрослых можно увидеть с мая по август. Они питаются древесным соком, особенно вида Quercus. Самки откладывают яйца на подземную часть поваленных дубов. Яйца вылупляются примерно через месяц, а личинки питаются гнилой древесиной. Личиночный период длится около одного года. Полный жизненный цикл может длиться примерно от 1 до 2 лет.

## Распространение
Этот вид широко распространен в Индонезии, Филиппинах, Малайзии, Таиланде, Вьетнаме, Лаосе, Мьянме, Индии, Японии, Китае, Тайване и Корее.

## Место обитания
Он в основном обитает в тропических и умеренных лесах от низменности до гор.

## Популярная культура
Этот жук имеет некоторую коммерческую ценность, и его вывоз из некоторых регионов криминализируется. Есть некоторые азиатские культуры, которые приписывают этому насекомому свойства афродизиака с высоким содержанием белка. Однако большинство из них импортируются для спорта, декоративного шоу или для содержания в качестве экзотического домашнего животного. Этот рогатый жук также является популярным домашним животным в Азии и Европе.